# Džbán (geomorfologický celek)
Džbán je geomorfologický celek v Poberounské soustavě. Rozkládá se ve středních a dílem v severních Čechách přibližně mezi městy Louny, Slaný, Kladno, Rakovník a Žatec. Pro Džbán jsou charakteristické rozsáhlé náhorní roviny oddělené hlubokými a širokými údolími.

## Členění

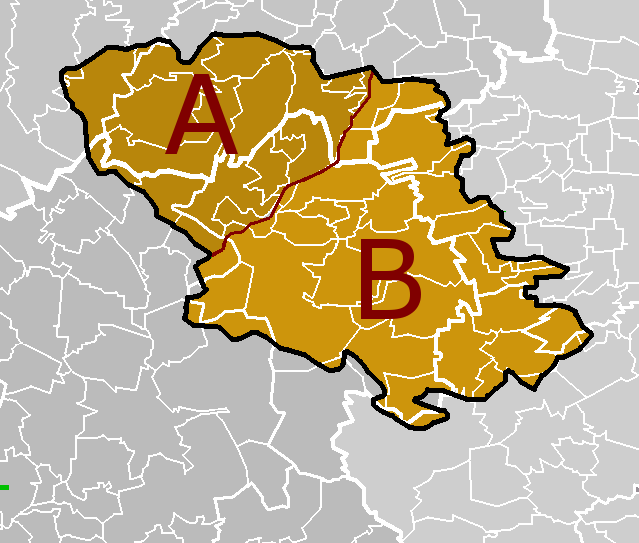
Poloha Džbánu; na pomezí okresů Rakovník (jz.), Louny (sever) a Kladno (východ). Severozápadní část celku představuje Ročovská vrchovina, jihovýchodní polovinu tvoří Řevničovská pahorkatina.

Džbán se z hlediska českého geomorfologického členění dělí na dva podcelky a čtyři okrsky:
- VA1-A Ročovská vrchovina (nejvyšší vrchol Džbán, 536,7 m n. m.), okrsky Domoušická vrchovina a Třebocká vrchovina
- VA1-B Řevničovská pahorkatina (nejvyšší vrchol Louštín, 538,2 m n. m.), okrsky Novostrašecká pahorkatina a Srbečská pahorkatina

Nejvyšší kopce jsou uvedené v Seznamu vrcholů ve Džbánu.

## Geologie
Náhorní roviny jsou pokryty 3 až 12 metrů silnou opukovou vrstvou. Opuka je tvrdá, ale leží na měkkém (cenomanském) pískovci, takže jakmile na kraji opuka zvětrá, nastává rychlá svahová eroze. Teprve zhruba o 50 až 300 metrů níže pískovec končí a začínají jíly (patrně z období karbonu až permu), často červeně zbarvené.
Džbán tvoří rozvodí Ohře, dolní Vltavy a Berounky; na jeho vlastním území se tak vyskytují pouze drobné vodní toky, které se vějířovitě rozbíhají z okolí obce Kroučová. Hluboká údolí se v centrální části prořezávají prvohorními sedimenty ve směru od jihu na sever (povodí Hasiny a Smolnického potoka, pravých přítoků Ohře). Na východní straně Džbánu tečou potoky v téměř rovnoběžných údolích od západu na východ (povodí Bakovského potoka, levého přítoku Vltavy). Jihovýchodní část Džbánu odvodňuje potok Kačák (Loděnický potok) do Berounky. Na rozdíl od výše uvedených toků vytváří Kačák na svém běhu Džbánem údolí široce otevřené.

## Příroda Džbánu
Džbán leží v mírném srážkovém stínu a je poněkud suchý. Velkou část území pokrývají lesy a to zejména na náhorních rovinách, na terénních zlomech a na návětrných (vlhčích) svazích. Lesy jsou intenzivně hospodářsky využívány, v rovinách převažuje smrk a na svazích buk.
Přírodní rezervace se nacházejí zejména v okolí Bílichova. Chráněna jsou jak údolní společenstva (kýchavice černá, orchideje střevíčník pantoflíček, vstavač nachový, vstavač vojenský, okrotice červená, okrotice bílá, pětiprstka hustokvětá, pětiprstka žežulník, smrkovník plazivý, různé druhy kruštíků, tak společenstva hran svahů (medvědice lékařská). V roce 1994 byl vyhlášen Přírodní park Džbán sdružující různá cenná území do velké chráněné oblasti s nejnižším stupněm ochrany.
V oblasti Džbánu se pěstují zejména obiloviny, pícniny a chmel.

## Historie
Nejznámější památkou jsou Kounovské řady.
Oblast Džbánu nemá přirozené centrum. V období raného středověku mělo větší význam hradiště Dřevíč (dnes rozsáhlá louka obklopená opukovými skalami), údajně do 10. století plnící roli krajského soudu, který později přešel do Slaného. Ze současných sídel se v rámci Džbánu nacházejí dvě menší města, Nové Strašecí a Stochov, obě při jihovýchodním okraji celku. Z dalších obcí stojí za zmínku např. Řevničov, Mšec či Krušovice. Ve středověku byl nejvýznamnějším místem hrad Džbán (dnes velmi špatně zachovaná zřícenina východně od železniční stanice Mutějovice a nedaleko od něj hrad Pravda nad Domoušicemi. Pravda byla po husitském hnutí přestavěna na mohutnější pevnost.
V devatenáctém století bylo v oblasti Džbánu objeveno černé uhlí (kounovsko-slánská sloj), které se do poloviny století dvacátého extenzivně těžilo.